# Ain (huyện)
Huyện Ain là một huyện thuộc tỉnh Shabwah, Yemen. Đến thời điểm năm 2003, huyện này có dân số 22051 người